# Console système

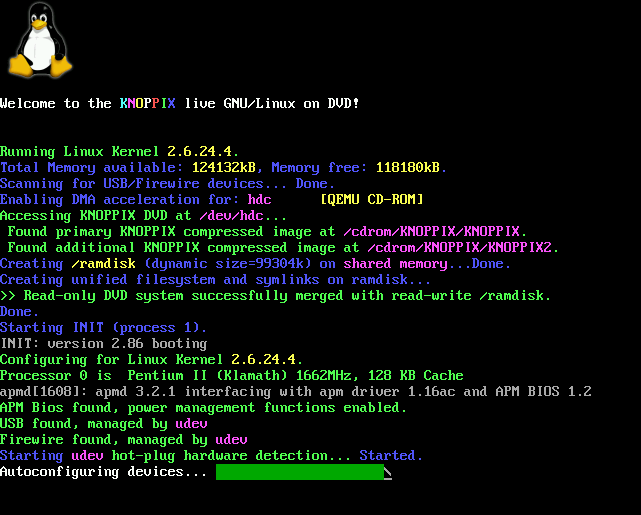
Une console système Knoppix montrant le processus de démarrage.

Une console système ou console (anciennement le pupitre de commande) est un périphérique informatique de télécommunications des entrées-sorties d'un système de traitement de l'information. C'est généralement un terminal dédié uniquement à l'envoi et au retour des commandes.
Spécifiquement, il s’agit d'un dispositif de communication homme-machine qui permet d'administrer un système informatique de bas niveau, le chargeur d'amorçage, le noyau de système d'exploitation, le système d'initialisation d'un serveur, d'un logiciel (service ou démon comme le programme init sous Unix), le service d'enregistrement de journaux (Syslog) et toute interface de paramétrage d'un service réseau ou d'un serveur dédié.
Aujourd'hui, la communication avec une console système se fait toujours depuis un réseau informatique et de manière abstraite, via des flux standards (avec par exemple : stdin, stdout et stderr), mais il peut exister des interfaces spécifiques au système d'exploitation, par exemple celles utilisées par son noyau.

## Histoire

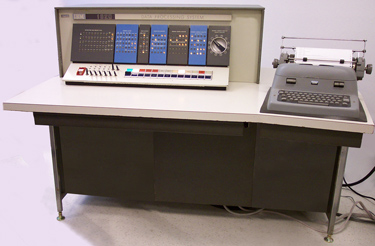
Console IBM 1620, avec une machine à écrire et un panneau frontal.

Avant le développement des consoles systèmes avec écran à tube cathodique (CRT) de type alphanumériques, certains ordinateurs tels que l'IBM 1620 possédaient un panneau frontal complété d'une machine à écrire en guise de console, tandis que le premier calculateur programmable, la Small-Scale Experimental Machine, utilisait une combinaison de commutateurs électromécaniques et un écran CRT comme pupitre de commande. Le moniteur affichait les contenus de la mémoire en binaire, il s’agissait d'une mémoire vive fabriquée à partir d'un tube de Williams.
Sur les mini-ordinateurs traditionnels, la console était généralement à transmission série, typiquement un terminal tel que le VT100 fabriqué par DEC qui était branché avec une liaison qui respectait le standard RS-232. On parlait alors de "console série". Ce terminal était généralement conservé dans une pièce sécurisée car il pouvait être utilisé pour certaines fonctions privilégiées telles que l'arrêt du système ou la sélection du média à partir duquel démarrer. Les ordinateurs de milieu de gamme (en), par exemple ceux de Sun Microsystems, Hewlett-Packard et IBM, utilisent encore des consoles séries. Dans les grandes installations, les ports de la console sont connectés à des multiplexeurs ou à des serveurs séries multiports connectés au réseau qui permettent à un opérateur de connecter un terminal à l'un des serveurs connectés. Aujourd'hui, les consoles série sont souvent utilisées pour accéder à des systèmes informatiques sans tête (en) généralement avec un émulateur de terminal fonctionnant sur un ordinateur portable. En outre, les routeurs, les commutateurs de réseau d'entreprise et d'autres équipements de télécommunication ont des ports destinés au branchement d'une console série de type RS-232.
Sur un ordinateur personnel ou une station de travail, le clavier, la souris et l'écran reliés à l'ordinateur ont la même fonction. Comme le câble de l'écran transporte des signaux vidéo, il ne peut pas être étendu à d'autres fonctions que l'affichage tel que le permet un moniteur de console. Souvent, les installations avec de nombreux serveurs utilisent des multiplexeurs clavier-vidéos (commutateur KVM) et éventuellement des amplificateurs vidéo pour centraliser l'accès à la console. Ces dernières années, les dispositifs KVM sur IP se sont démocratisés : ils permettent à un ordinateur distant de visualiser la sortie vidéo et d'envoyer les entrées qui sont saisies au clavier via n'importe quel réseau TCP/IP tel que le réseau Internet.
Certains BIOS de PC, en particulier dans ceux qui sont destinés aux serveurs, prennent également en charge les consoles séries, donnant accès au BIOS via un port série, ce qui permet d'utiliser l'infrastructure de console série plus simple et moins chère. Même lorsque la prise en charge du BIOS fait défaut, certains systèmes d'exploitation, par exemple FreeBSD ou Linux, peuvent être configurés pour effectuer des opérations depuis une console série pendant le démarrage ou après le démarrage.
Il est généralement possible de se connecter directement depuis la console. Selon la configuration, le système d'exploitation peut traiter une session de connexion à la console comme étant plus fiable qu'une session de connexion provenant d'une autre source.